# Bahnstrecke Nançois-Tronville–Neufchâteau
| Bahnstrecke Nançois-Tronville–Neufchâteau in Velaines |                      |                                                            |                                                            |
| Streckennummer (SNCF): | 027 000              |                                                            |                                                            |
| Streckenlänge: | 95 km                |                                                            |                                                            |
| Spurweite: | 1435 mm (Normalspur) |                                                            |                                                            |
| Maximale Neigung: | 16 ‰                 |                                                            |                                                            |
| Zweigleisigkeit: | ehem. ja             |                                                            |                                                            |
| |                      |                                                            |                                                            |
| \| \| \| Bahnstrecke Paris–Strasbourg von Paris Gare de l’Est \| \| \| \| 2650,0 \| Nançois – Tronville \| 226 m \| \| \| \| Bahnstrecke Paris–Strasbourg nach Strasbourg \| \| \| \| 1 \| Ornain (44 m) \| Ornain (44 m) \| \| \| 1,6 \| Velaines \| 218 m \| \| \| 1,6 \| N135 \| N135 \| \| \| 3,7 \| N4 \| N4 \| \| \| 4,3 \| N135 \| N135 \| \| \| 4,4 \| Ligny \| 227 m \| \| \| 5,1 \| D966 (ehem. N66) \| D966 (ehem. N66) \| \| \| \| Gleisanlieger Setra/EvoBus \| \| \| \| 7,1 \| Givrauval \| 231 m \| \| \| 9,9 \| Menaucourt \| 241 m \| \| \| 9,5 \| Canal de la Marne au Rhin (27 m) \| Canal de la Marne au Rhin (27 m) \| \| \| \| Bahnstrecke Guë–Menaucourt von Ancerville (Meuse) \| \| \| \| 11,9 \| Naix-aux-Forges \| 249 m \| \| \| 13,7 \| Saint-Amand (Meuse) \| 247 m \| \| \| 16,1 \| Tréveray \| 255 m \| \| \| 17,6 \| Laneuville-Saint-Joire \| 259 m \| \| \| 19,5 \| Saint-Joire \| 265 m \| \| \| 23,9 \| Ornain (35 m) \| Ornain (35 m) \| \| \| 25,8 \| Demange-aux-Eaux \| 277 m \| \| \| 29,1 \| Houdelaincourt \| 282 m \| \| \| 29,5 \| Ornain (36 m) \| Ornain (36 m) \| \| \| 32,1 \| D960 (ehem. N66) \| D960 (ehem. N66) \| \| \| 32,1 \| Abainville \| 287 m \| \| \| 32,2 \| Ornain \| Ornain \| \| \| \| Bahnstrecke Jessains–Sorcy nach Sorcy \| \| \| \| 35 \| Gondrecourt-le-Château \| 306 m \| \| \| 36,2 \| Streckenende \| Streckenende \| \| \| 36,4 \| Bahnstrecke Jessains–Sorcy von/nach Jessains \| Bahnstrecke Jessains–Sorcy von/nach Jessains \| \| \| 41,8 \| Maldite (2×) \| Maldite (2×) \| \| \| 43,3 \| Dainville-Meuse \| 332 m \| \| \| 44,7 \| Dainville-Bertheléville \| 333 m \| \| \| 49,2 \| Département Meuse/Vosges \| Département Meuse/Vosges \| \| \| 47,4 \| Grand-Avranville \| 347 m \| \| \| 50,8 \| Garage du Faîte de Chermisey \| Garage du Faîte de Chermisey \| \| \| 51,4 \| Tunnel de Midrevaux (713 m) \| 310 m \| \| \| 57 \| Midrevaux \| 308 m \| \| \| 58,4 \| Sionne-Midrevaux \| 291 m \| \| \| 59,2 \| Saônelle \| Saônelle \| \| \| 59,4 \| Sionne \| 283 m \| \| \| 62,2 \| Frebécourt \| 294 m \| \| \| 66,4 \| Streckenende \| Streckenende \| \| \| 6770,1 \| Bahnstrecke Bologne–Pagny-sur-Meuse von Bologne \| Bahnstrecke Bologne–Pagny-sur-Meuse von Bologne \| \| \| \| Bahnstrecke Culmont-Chalindrey–Toul von Culmont-Chalindrey \| \| \| \| 70,3 \| Maas (86 m) \| Maas (86 m) \| \| \| 70,9 \| Neufchâteau \| 289 m \| |                      |                                                            |                                                            |
| Strecke |                      | Bahnstrecke Paris–Strasbourg von Paris Gare de l’Est       | Bahnstrecke Paris–Strasbourg von Paris Gare de l’Est       |
| Bahnhof | 2650,0               | Nançois – Tronville                                        | 226 m                                                      |
| Abzweig geradeaus und nach links |                      | Bahnstrecke Paris–Strasbourg nach Strasbourg               | Bahnstrecke Paris–Strasbourg nach Strasbourg               |
| Brücke über Wasserlauf | 1                    | Ornain (44 m)                                              | Ornain (44 m)                                              |
| ehemaliger Haltepunkt / Haltestelle | 1,6                  | Velaines                                                   | 218 m                                                      |
| Bahnübergang | 1,6                  | N135                                                       | N135                                                       |
| Strecke mit Straßenbrücke | 3,7                  | N4                                                         | N4                                                         |
| Bahnübergang | 4,3                  | N135                                                       | N135                                                       |
| Dienststation / Betriebs- oder Güterbahnhof | 4,4                  | Ligny                                                      | 227 m                                                      |
| Bahnübergang | 5,1                  | D966 (ehem. N66)                                           | D966 (ehem. N66)                                           |
| Abzweig geradeaus und nach links |                      | Gleisanlieger Setra/EvoBus                                 | Gleisanlieger Setra/EvoBus                                 |
| ehemaliger Haltepunkt / Haltestelle | 7,1                  | Givrauval                                                  | 231 m                                                      |
| ehemaliger Bahnhof | 9,9                  | Menaucourt                                                 | 241 m                                                      |
| Brücke über Wasserlauf | 9,5                  | Canal de la Marne au Rhin (27 m)                           | Canal de la Marne au Rhin (27 m)                           |
| Abzweig geradeaus und ehemals von rechts |                      | Bahnstrecke Guë–Menaucourt von Ancerville (Meuse)          | Bahnstrecke Guë–Menaucourt von Ancerville (Meuse)          |
| ehemaliger Haltepunkt / Haltestelle | 11,9                 | Naix-aux-Forges                                            | 249 m                                                      |
| ehemaliger Haltepunkt / Haltestelle | 13,7                 | Saint-Amand (Meuse)                                        | 247 m                                                      |
| ehemaliger Haltepunkt / Haltestelle | 16,1                 | Tréveray                                                   | 255 m                                                      |
| ehemaliger Bahnhof | 17,6                 | Laneuville-Saint-Joire                                     | 259 m                                                      |
| ehemaliger Haltepunkt / Haltestelle | 19,5                 | Saint-Joire                                                | 265 m                                                      |
| Brücke über Wasserlauf | 23,9                 | Ornain (35 m)                                              | Ornain (35 m)                                              |
| ehemaliger Bahnhof | 25,8                 | Demange-aux-Eaux                                           | 277 m                                                      |
| ehemaliger Bahnhof | 29,1                 | Houdelaincourt                                             | 282 m                                                      |
| Brücke über Wasserlauf | 29,5                 | Ornain (36 m)                                              | Ornain (36 m)                                              |
| Bahnübergang | 32,1                 | D960 (ehem. N66)                                           | D960 (ehem. N66)                                           |
| ehemaliger Haltepunkt / Haltestelle | 32,1                 | Abainville                                                 | 287 m                                                      |
| Brücke über Wasserlauf | 32,2                 | Ornain                                                     | Ornain                                                     |
| Abzweig geradeaus, ehemals nach links und ehemals von links |                      | Bahnstrecke Jessains–Sorcy nach Sorcy                      | Bahnstrecke Jessains–Sorcy nach Sorcy                      |
| Dienststation / Betriebs- oder Güterbahnhof | 35                   | Gondrecourt-le-Château                                     | 306 m                                                      |
| | 36,2                 | Streckenende                                               | Streckenende                                               |
| Abzweig geradeaus, nach rechts und von rechts (Strecke außer Betrieb) | 36,4                 | Bahnstrecke Jessains–Sorcy von/nach Jessains               | Bahnstrecke Jessains–Sorcy von/nach Jessains               |
| Brücke über Wasserlauf (Strecke außer Betrieb) | 41,8                 | Maldite (2×)                                               | Maldite (2×)                                               |
| Bahnhof (Strecke außer Betrieb) | 43,3                 | Dainville-Meuse                                            | 332 m                                                      |
| Haltepunkt / Haltestelle (Strecke außer Betrieb) | 44,7                 | Dainville-Bertheléville                                    | 333 m                                                      |
| Grenze (Strecke außer Betrieb) | 49,2                 | Département Meuse/Vosges                                   | Département Meuse/Vosges                                   |
| Bahnhof (Strecke außer Betrieb) | 47,4                 | Grand-Avranville                                           | 347 m                                                      |
| Dienststation / Betriebs- oder Güterbahnhof (Strecke außer Betrieb) | 50,8                 | Garage du Faîte de Chermisey                               | Garage du Faîte de Chermisey                               |
| Tunnel (Strecke außer Betrieb) | 51,4                 | Tunnel de Midrevaux (713 m)                                | 310 m                                                      |
| Haltepunkt / Haltestelle (Strecke außer Betrieb) | 57                   | Midrevaux                                                  | 308 m                                                      |
| Bahnhof (Strecke außer Betrieb) | 58,4                 | Sionne-Midrevaux                                           | 291 m                                                      |
| Brücke über Wasserlauf (Strecke außer Betrieb) | 59,2                 | Saônelle                                                   | Saônelle                                                   |
| Haltepunkt / Haltestelle (Strecke außer Betrieb) | 59,4                 | Sionne                                                     | 283 m                                                      |
| Haltepunkt / Haltestelle (Strecke außer Betrieb) | 62,2                 | Frebécourt                                                 | 294 m                                                      |
| | 66,4                 | Streckenende                                               | Streckenende                                               |
| Abzweig geradeaus und von links | 6770,1               | Bahnstrecke Bologne–Pagny-sur-Meuse von Bologne            | Bahnstrecke Bologne–Pagny-sur-Meuse von Bologne            |
| Abzweig geradeaus und von links |                      | Bahnstrecke Culmont-Chalindrey–Toul von Culmont-Chalindrey | Bahnstrecke Culmont-Chalindrey–Toul von Culmont-Chalindrey |
| Brücke über Wasserlauf | 70,3                 | Maas (86 m)                                                | Maas (86 m)                                                |
| Bahnhof | 70,9                 | Neufchâteau                                                | 289 m                                                      |

Die Bahnstrecke Nançois-Tronville–Neufchâteau ist eine ehemalige, auf Normalspur ausgelegte Eisenbahnstrecke im Tal des Ornain im Grand Est in Frankreich. Die nicht elektrifizierte, ehemals durchgängig zweigleisige Strecke wurde während der Deutschen Besetzung im Zweiten Weltkrieg auf ein Gleis reduziert. Heute trägt sie die nationale Streckennummer 27 000 und ist nur noch zur Hälfte existent.

## Geschichte
Nach den frühsten Streckeneröffnungen in dieser Region in der ersten Hälfte der 1850er Jahre gab es eine erste Verbindung nach Neufchâteau, ab den frühen 1860er Jahren. Erst noch einmal zehn Jahre später wurde diese, nördlich führende Strecke in Richtung Bar-le-Duc hergestellt, die damit die kürzeste und schnellste Verbindung zur Hauptstadt des Landes, Paris, darstellen sollte.
Die Initiative dazu ging von dem Brüsseler Bankier und Mitglied des Großen Rates der Départementsregierung, Jules Delloye-Tiberghien (1813–1897) aus, der am 10. Dezember 1869 einen Antrag an die Staatsregierung einreichte, der ein halbes Jahr später bewilligt wurde mit der Begründung, dass die Strecke «öffentlich nützlich sei». Delloye war bereits an anderen Eisenbahnstrecken in Flandern und Preußen beteiligt. Die Betreibergesellschaft waren die Chemins de fer de l’Est, die in diesen Jahren stark expandierten und ringsum bereits etliche Strecken besaßen. Der Ausbruch des Deutsch-Französischer Krieges verzögerte die Fertigstellung bis Mitte November 1875. Ende der 1880er Jahre wurde die entsprechend projektierte Strecke auf zwei Gleise ausgebaut.

## Streckenbeschreibung
Dort, wo im Norden die Strecke die Magistrale Paris–Strasbourg verlässt, besitzt sie nur eine direkte Gleisverbindung gen Westen (Paris). Während die Strecke gen Strasbourg das Tal der Ornain bei Naix-aux-Forges verlässt, windet sich die Bahnstrecke nach Neufchâteau entgegen seiner Fließrichtung auf seiner linken Seite weiter stetig leicht ansteigend durch das enger werdende Tal. Ab Demange-aux-Eaux bei Streckenkilometer 25,8 wird das Terrain flacher. Im Tunnel de Midrevaux ist der höchste Punkt der Strecke erreicht. War das Landschaftsbild bis Gondrecourt-le-Château eher landwirtschaftlich geprägt, breiten sich südlich davon ausgedehnte Waldflächen rechts und links der Strecke aus. Der einzige Tunnel bildet nicht nur bezüglich der Streckenhöhe einen Eckpunkt der bis hierher eher südlich verlaufenden Strecke. Die letzten knapp zwanzig Kilometer verlaufen ab dort in eher südöstlicher Richtung.

## Nutzung

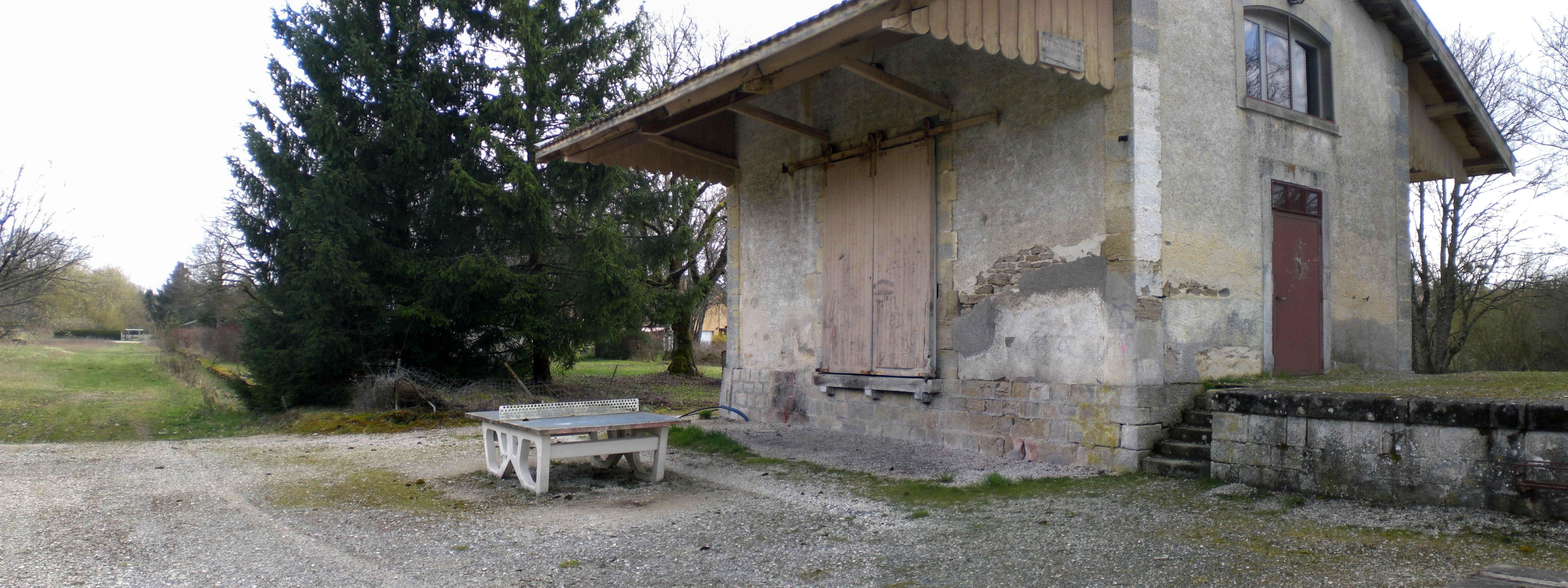
Ehemaliger Güterschuppen am Bahnhof Dainville-Bertheléville

Die gesamte Linie wurde am 3. März 1969 für den Personenverkehr geschlossen. Der Güterverkehr wurde in vier Schritten stillgelegt: De Grand-Avranville nach Sionne-Midrevaux ebenfalls am 3. März 1969, Dainville-Meuse nach Grand-Avranville und von Sionne-Midrevaux nach Neufchâteau am 5. Juli 1971, Gondrecourt-le-Château nach Dainville am 16. Dezember 1973 und der restliche, noch nicht deklassierte Streckenabschnitt im November 2014. Heute finden noch saisonale Gelegenheitsfahrten mit Getreidetransporten statt. Die Strecke wird womöglich für spätere Atommülltransporte genutzt, weil in der Region mögliche Endlager für radioaktive Abfälle existieren.